# Kronshtadt Orion
El Kronshtadt Orion es una familia de vehículos aéreos no tripulados (UAV) rusos desarrollados por el Grupo Kronstadt. Existen varias variantes del dron, tanto para el mercado interno como para el de exportación de Rusia.

## Variantes
- Orión (Inokhodets): Versión original
- Orión-E: Versión de exportación del Orion.
- Orión-2 (Helios): una versión de mayor tamaño que puede llevar más peso.
- Inokhodets-RU (Sirio): una versión también de mayor tamaño, siendo la diferencia clave sus motores gemelos.